# Tseng Jing-hua

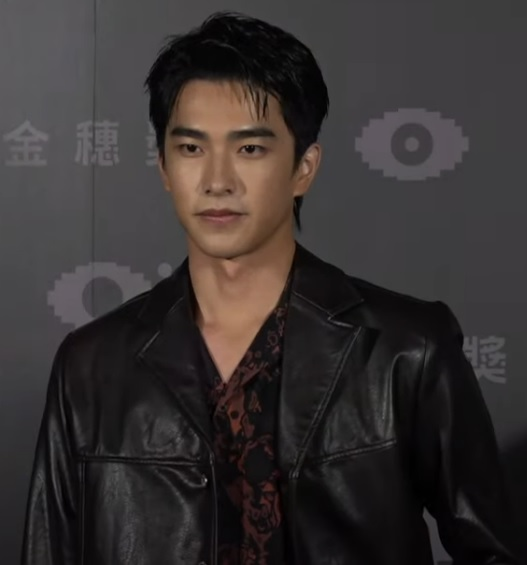
Edward Chen im Jahr 2022

Tseng Jing-hua (chinesisch 曾敬驊 / 曾敬骅, Pinyin Zēng Jìng-Huá, * 30. Dezember 1997 in Dongshan, Landkreis Yilan) ist ein taiwanischer Schauspieler, der für seine Rollen in Detention und Your Name Engraved Herein bekannt ist.

## Leben
Tseng Jing-hua absolviert ein Studium an der I-Shou-Universität und  gab sein Filmdebüt im Horrorfilm Detention aus dem Jahr 2019. Für seine Rolle wurde er bei der 56. Golden Horse Film Awards in der Kategorie Best New Actor nominiert. Es folgten zehn weitere Film- und vor allem Fernsehrollen.

## Filmografie (Auswahl)
- 2019: Detention
- 2020: Your Name Engraved Herein
- 2023: Hello Ghost
- 2023: Workers The Movie
- 2023: Eye of the Storm